# تویله
تویله [آوا: تَوِلِ] شهر کوچکی در عراق است که در استان حلبچه واقع شده‌است. شهر تویله از قدیم مرکز علم و عرفان بوده و اکثر طلاب در سراسر کردستان برای کسب تحصیل و سیر و سلوک به این شهر می آمدند.  آرامگاه قطب العارفین شیخ عثمان سراج الدین و پسرش شیخ بهاء الدین در این شهر قرار دارد.
این شهر به زبان هورامی صحبت می کنند.